# Wirrfaser
Als Wirrfasern werden in der Naturfaserindustrie Faserkollektive benannt, deren Einzelfasern oder Faserbündel keine bevorzugte Ausrichtung haben. Die Fasern liegen in diesen Kollektiven in wirrer Streulage (Wirrlage) vor. Wirrfasern werden den Längsfasern gegenübergestellt, bei denen die Fasern vorzugsweise in einer Richtung orientiert sind.
Wirrfasern, beispielsweise Wirrfaserhanf und Wirrfaserflachs, spielen vor allem bei modernen Kurzfaseraufschlüssen und -verwendungen eine Rolle. Hierzu zählen vor allem die Verwendungen für Zellstoffprodukte wie Zigarettenpapier und andere Spezialpapiere, Vliese und Naturfaserverstärkte Kunststoffe.